# Delias nieuwenhuisi
Delias nieuwenhuisi is een vlindersoort uit de familie van de Pieridae (witjes), onderfamilie Pierinae.
Delias nieuwenhuisi werd in 1990 beschreven door van Mastrigt.